# Edwin H. Knopf
Edwin H. Knopf (* 11. November 1899 in New York City; † 27. Dezember 1981 in Brentwood, Kalifornien) war ein US-amerikanischer Drehbuchautor, Regisseur und Filmproduzent.

## Leben
Bereits in jungen Jahren arbeitete Knopf als Redakteur im Verlag seines älteren Bruders Alfred A. Knopf. 1920 gab er diese Tätigkeit auf, um sich als Schauspieler am Broadway und auch auf den Theaterbühnen Deutschlands zu versuchen, wo er auch erste Erfahrungen als Regisseur und Produzent sammelte. Ende der 1920er Jahre ging er nach Hollywood, wo er zunächst als Regisseur bei Paramount Pictures und als Drehbuchautor bei Universal Studios beschäftigt war. Im Jahr 1936 wechselte er zu MGM, wo er ab 1941 als Produzent fungierte.
Zu seinen Produktionen zählen unter anderem das Filmdrama Die Entscheidung (1945) mit Gregory Peck und Greer Garson, George Cukors Edward, mein Sohn (1949) mit Spencer Tracy und Deborah Kerr sowie der Abenteuerfilm Malaya (1949) mit Tracy und James Stewart. Bei der Filmkomödie Der Gauner und die Lady führte er auch die Regie. 1961 zog er sich aus dem Filmgeschäft zurück.
Seine erste Frau, die Schauspielerin Mary Ellis, ließ sich 1925 von ihm scheiden und heiratete später ihren Kollegen Basil Sydney. Mit seiner zweiten Frau, Mildred, schrieb Knopf das Kochbuch The Food of Italy and How to Prepare It und hatte mit ihr die drei Kinder Wendy (verh. Cooper), Christopher und Jonathan. Knopf starb 1981 im Alter von 82 Jahren nach langer Krankheit in seinem Haus in Brentwood, Kalifornien.

## Filmografie (Auswahl)
Regie
- 1930: The Light of Western Stars
- 1930: Paramount-Parade (Paramount on Parade)
- 1930: The Santa Fe Trail
- 1932: Der Rebell – zusammen mit Curtis Bernhardt und Luis Trenker
- 1951: Der Gauner und die Lady (The Law and the Lady)

Drehbuch
- 1931: Das Ende von Maradu (East of Borneo) – Regie: George Melford
- 1931: The Bad Sister
- 1936: Wenn der Vater mit dem Sohne … (Piccadilly Jim) – Regie: Robert Z. Leonard
- 1936: Tarzans Rache (Tarzan Escapes) – Regie: Richard Thorpe

Produktion
- 1942: Crossroads – Regie: Jack Conway
- 1943: The Cross of Lorraine – Regie: Tay Garnett
- 1944: Das siebte Kreuz (The Seventh Cross) – Regie: Fred Zinnemann
- 1945: Die Entscheidung (The Valley of Decision) – Regie: Tay Garnett
- 1946: Geheimnis des Herzens (The Secret Heart) – Regie: Robert Z. Leonard
- 1947: Cynthia – Regie: Robert Z. Leonard
- 1948: B.F.’s Daughter – Regie Robert Z. Leonard
- 1949: Edward, mein Sohn (Edward, My Son) – Regie: George Cukor
- 1949: Malaya – Regie: Richard Thorpe
- 1951: Mr. Imperium – Regie: Don Hartman
- 1951: Der Gauner und die Lady (The Law and the Lady) – Regie: Edwin H. Knopf
- 1953: Lili – Regie: Charles Walters
- 1953: Skandal um Patsy (Scandal at Scourie) – Regie: Jean Negulesco
- 1955: Der gläserne Pantoffel (The Glass Slipper) – Regie: Charles Walters
- 1955: Des Königs Dieb (The King’s Thief) – Regie: Robert Z. Leonard
- 1956: Diane – Kurtisane von Frankreich (Diane) – Regie: David Miller
- 1956: Gaby – Regie: Curtis Bernhardt
- 1957: Luftfracht Opium (Tip on a Dead Jockey) – Regie: Richard Thorpe